# Joodse begraafplaats (Klundert)
De Nederlandse stad Klundert (provincie Noord-Brabant) had een kleine Joodse gemeenschap, maar was in de jaren 1821-1828 en 1868-1900 een zelfstandige gemeente als bijkerk onder de ringsynagoge van Roosendaal. Op de Joodse begraafplaats aan de Blauwe Hoefsweg zijn 66 mensen begraven, hetgeen weer een vrij hoog aantal is voor zulk een kleine gemeente.
In de jaren 30 van de 20ste eeuw raakte de begraafplaats in verval. Het metaheerhuis van de begraafplaats werd in 1938 afgebroken. Vandaag de dag onderhouden de plaatselijke autoriteiten de begraafplaats.